# Sātelmīsh-e Tūpkhāneh
Sātelmīsh-e Tūpkhāneh (persiska: ساتلمیش توپخانه) är en ort i Iran.   Den ligger i provinsen Västazarbaijan, i den nordvästra delen av landet, 500 km väster om huvudstaden Teheran. Sātelmīsh-e Tūpkhāneh ligger 1 287 meter över havet och antalet invånare är 293.
Terrängen runt Sātelmīsh-e Tūpkhāneh är mycket platt.Runt Sātelmīsh-e Tūpkhāneh är det ganska tätbefolkat, med 144 invånare per kvadratkilometer. Närmaste större samhälle är Mīāndoāb, 11,4 km sydost om Sātelmīsh-e Tūpkhāneh. Trakten runt Sātelmīsh-e Tūpkhāneh består till största delen av jordbruksmark.